# Neue Hauptstadt Ägyptens
Die neue Hauptstadt Ägyptens (arabisch العاصمة الإدارية الجديدة, DMG al-ʿĀṣima al-idārīya al-ǧadīda ‚Die neue Verwaltungshauptstadt‘; englisch New Administrative Capital) ist ein Projekt für eine neue Regierungsstadt der ägyptischen Regierung unter Präsident Abd al-Fattah as-Sisi. Sie entsteht seit 2015 knapp 50 Kilometer östlich von Kairo auf einer Gesamtfläche von 725 Quadratkilometern. Die noch namenlose Stadt wird auf 8,5 Millionen Einwohner ausgelegt. 2036 beabsichtigt Ägypten, als erstes afrikanisches Land die Olympischen Spiele auszurichten und errichtet dafür in der künftigen Hauptstadt die „Internationale Olympische Stadt“.

## Hintergrund
Die Bauzeit wird mit sieben Jahren angegeben. Die Kosten wurden ursprünglich auf 45 Milliarden US-Dollar beziffert. Neue Schätzungen gehen teilweise von etwa 60 Milliarden Euro aus. Offizieller Baubeginn (Phase 1) war April 2016. Phase 1 konzentriert sich auf die Infrastruktur mit Brücken und 210 Kilometern Straße. Außerdem wurde ein Gaskraftwerk errichtet, ausgeführt von der EEHC (Egyptian Electricity Holding Company) und Siemens, das im Juli 2018 übergeben wurde.
Im Oktober 2016 meldete CNN, dass zwei staatliche chinesische Unternehmen Investitionen in einer Gesamthöhe von 35 Milliarden US-Dollar angekündigt haben.
Die erste Aufbauphase der Stadt sollte in den frühen 2020er-Jahren abgeschlossen sein, während das Parlament bereits 2019 umziehen sollte. Der Umzug der Regierung wurde später auf den Juni 2021 verschoben. Anfang 2023 ist die ägyptische Regierung schließlich in die neue Hauptstadt umgezogen.
Projektiert sind neben Häusern und Wohnungen für 8,5 Millionen Menschen: 40 000 Hotelzimmer, 1200 Moscheen und Kirchen, 2000 Schulen, 600 Kliniken und sechs Universitäten.

## Politisches Zentrum
In der neuen Hauptstadt Ägyptens konzentrieren sich der Präsidentenpalast, das Parlament, Ministerien sowie weitere staatliche Einrichtungen und ein Botschaftsviertel. Die Ministerien sind entlang einer Promenade zwischen Zentralbank und Platz des Volkes aufgereiht. Architektonisch werden Anleihen bei den pharaonischen Tempeln gemacht.

## Religion

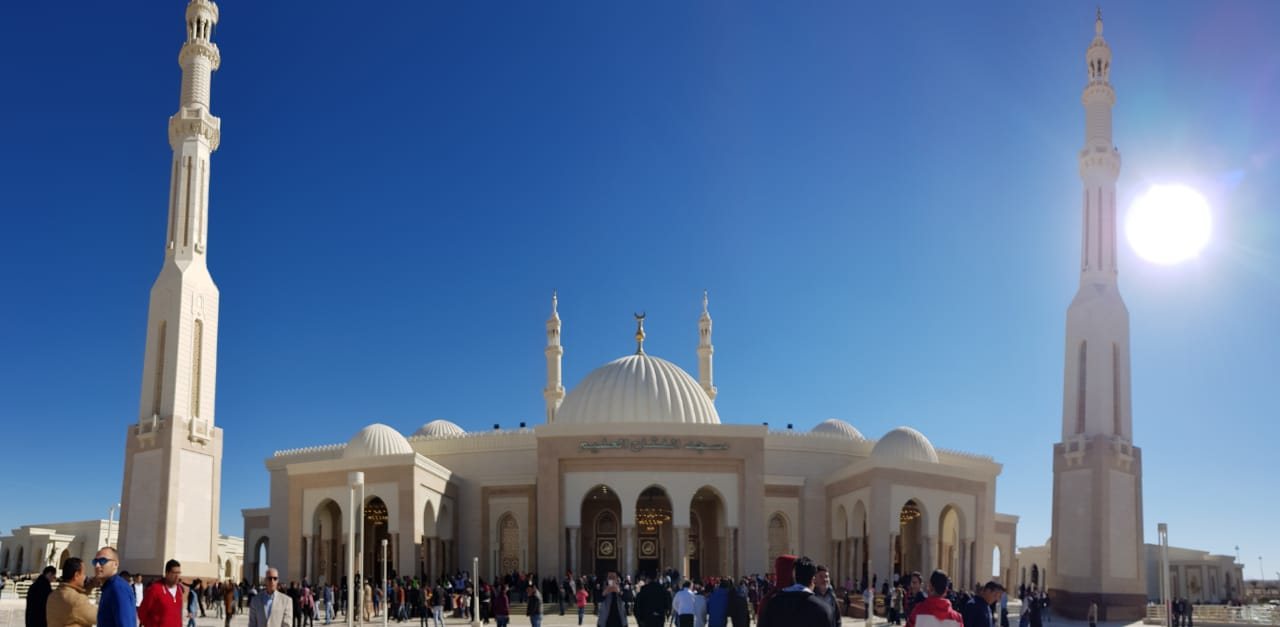
al-Fattah-al-Alim-Moschee

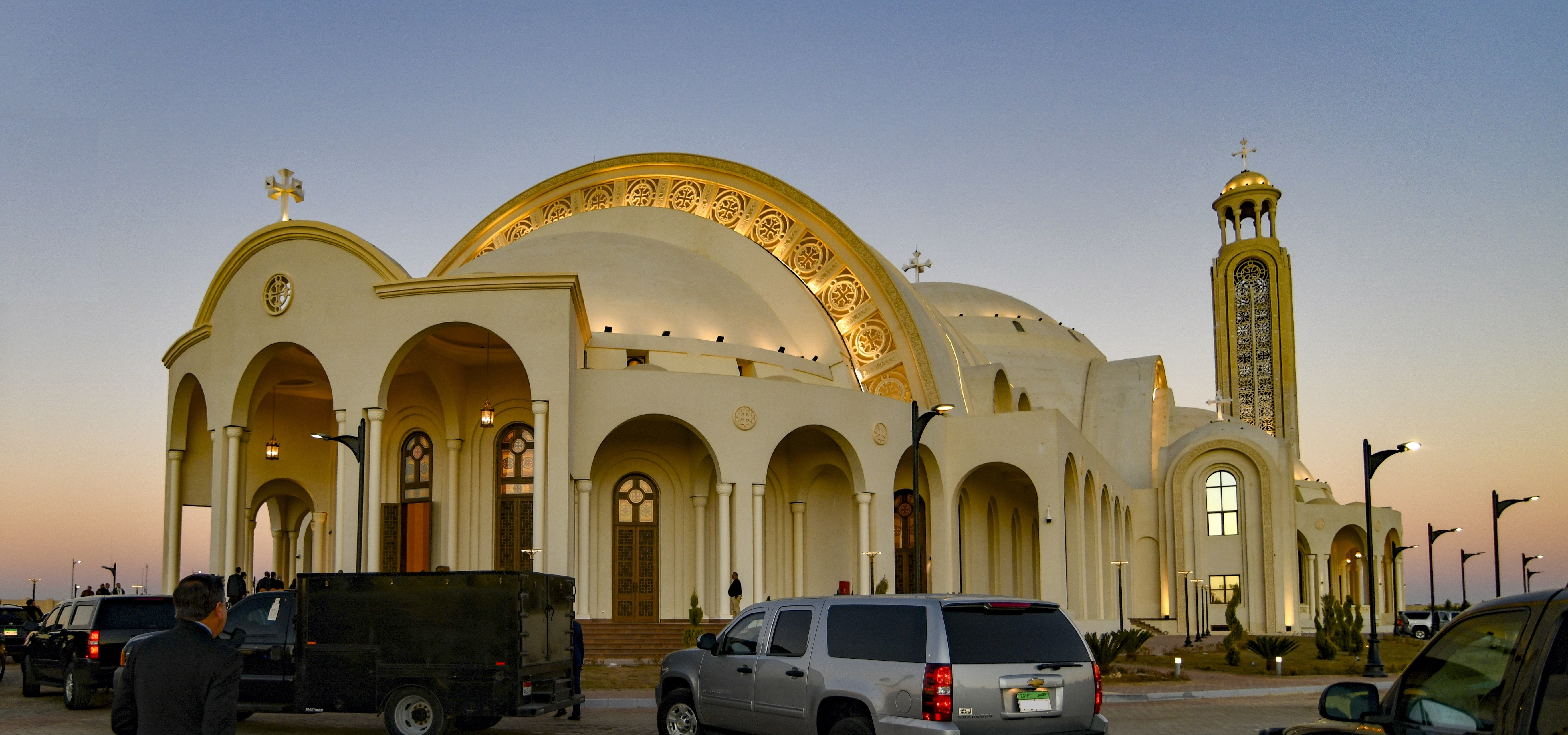
Christi-Geburt-Kathedrale

Die 2022 fertiggestellte Große Moschee Masdschid Misr als Teil des Islamischen Kulturzentrums ist die größte Moschee des Landes. Die al-Fattah-al-Alim-Moschee wurde bereits 2019 eingeweiht. Mit der Christi-Geburt-Kathedrale („Cathedral of the Nativity of Christ“) befindet sich zudem die größte Kirche des Landes in der neuen Hauptstadt.

## Sport
Unter dem Namen Sports City wurde von 2017 bis 2019/2020 ein Sportkomplex gebaut, der auf einer Fläche von 31.380 m² unter anderem Fußballplätze, Schwimmbecken, Squash- und Tennisplätze, Sporthallen, die New Capital Sports Hall sowie das Misr-Stadion beherbergt; die Gesamtkosten lagen bei 2,2 Milliarden Ägyptischen Pfund (etwa 115 Millionen Euro (Stand 23. Januar 2021)). Erste große Sportveranstaltung in dem Areal war die Handball-Weltmeisterschaft der Männer 2021.
Die neue Hauptstadt hat Interesse gezeigt, sich für die Olympischen Sommerspiele 2036 sowie 2040 zu bewerben. Dies wären die ersten olympischen Spiele auf dem afrikanischen Kontinent.

## Infrastruktur
Der Capital International Airport befindet sich als Flughafen für die Stadt im Bau.
Außerdem entsteht die erste Einschienenbahn Afrikas. Mit einer Länge von 100 Kilometern soll das längste Einschienenstreckennetz der Welt entstehen, von dem ein rund 56 Kilometer langer Abschnitt in die neue Hauptstadt Ägyptens führen soll.

## Wohnen
Anfang 2025 wohnen in der Stadt erst ein paar Tausend Menschen. Zehntausende Wohnungen stehen noch leer.

## Freizeit

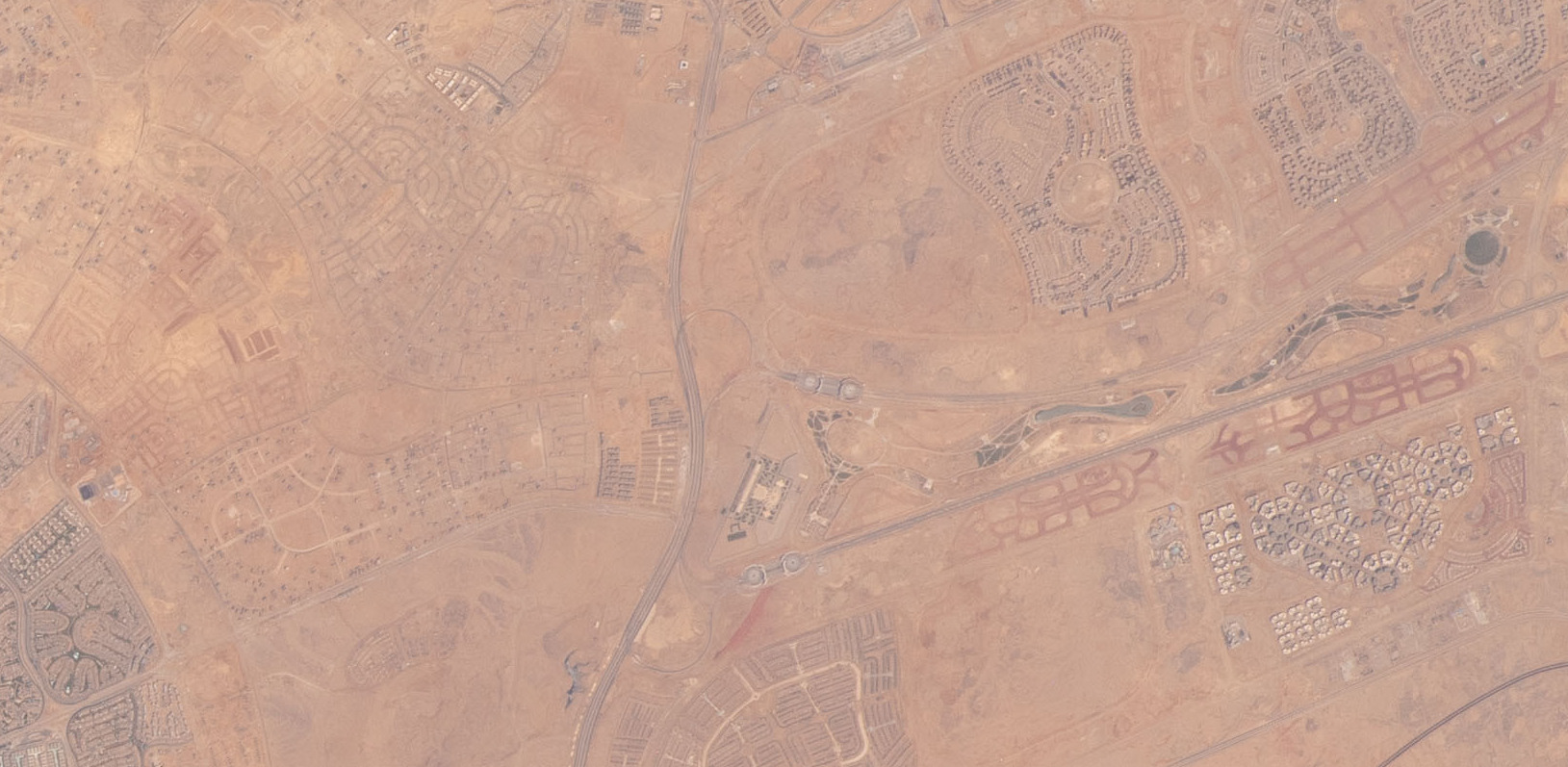
Der Green River Park im Jahr 2022

Der Green River Park (auch als Capital Park bekannt) ist ein Stadtpark, der sich entlang der gesamten neuen Hauptstadt erstrecken soll und den Nil im Kleinen abbilden soll. Er soll 35 Kilometer lang sein und damit doppelt so groß wie der Central Park in New York. Die erste Phase des Parks umfasst eine Länge von 10 Kilometern und befindet sich im Bau. Neben Fußgängerpassagen soll er Radwege umfassen.
Hinzu kommen ein eigener Kunst- und Kulturbezirk, unter anderem mit einem Opernhaus und einer umfangreichen Bibliothek, sowie ein Freizeitpark und diverse Einkaufszentren.

## Militär
Mit dem ab 2016 gebauten Gebäudekomplex Octagon befindet sich das neue Hauptquartier der Streitkräfte Ägyptens in der Stadt. Der Komplex besteht aus zehn großen Hauptgebäuden mit zusätzlichen Einrichtungen und bildet aufgrund seiner Größe de facto einen Stadtteil innerhalb der neuen Hauptstadt.
Laut einem Politanalysten der Carnegie-Stiftung für Internationalen Frieden hat der ägyptische Präsident und Militärdiktator Abd al-Fattah as-Sisi die Planstadt fernab von Kairo geplant, um sicherzustellen, dass er im Falle von Unruhen die Kontrolle behält. Tatsächlich sind in der neuen Hauptstadt (mit Stand 2022) etwa 6000 Sicherheitskameras installiert.

## Rekorde
Der Wolkenkratzer Iconic Tower, gelegen im Central Business District der Neuen Hauptstadt, ist mit einer Gebäudehöhe von 394 Metern das höchste Gebäude Afrikas und löst The Leonardo in Südafrika ab. Insgesamt sind 20 Wolkenkratzer geplant, darunter auch der Oblisco Capitale. Das Hochhaus soll bei seiner Fertigstellung 2030 eine Höhe von 1000 Metern haben und damit den Burj Khalifa in Dubai, das bisher höchste Gebäude der Welt, übertreffen.
In der Stadt steht der höchste Fahnenmast der Welt. Er wurde am 25. Dezember 2021 fertiggestellt und ist mit 201,9 Metern höher als der Flaggenmast von Dschidda in Saudi-Arabien, welcher den bisherigen Rekord mit 171 Metern hielt.

## Galerie

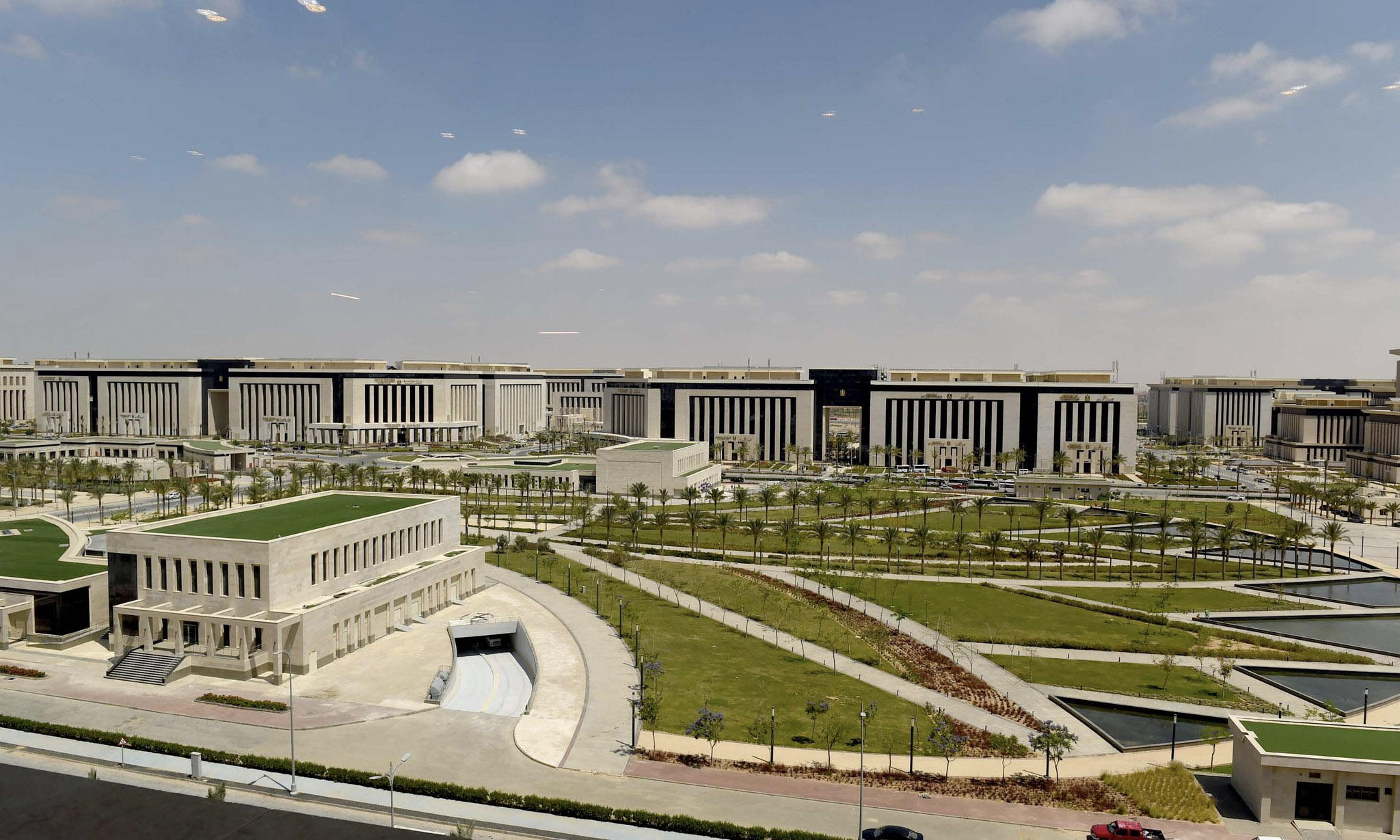
Neuer Regierungsdistrikt
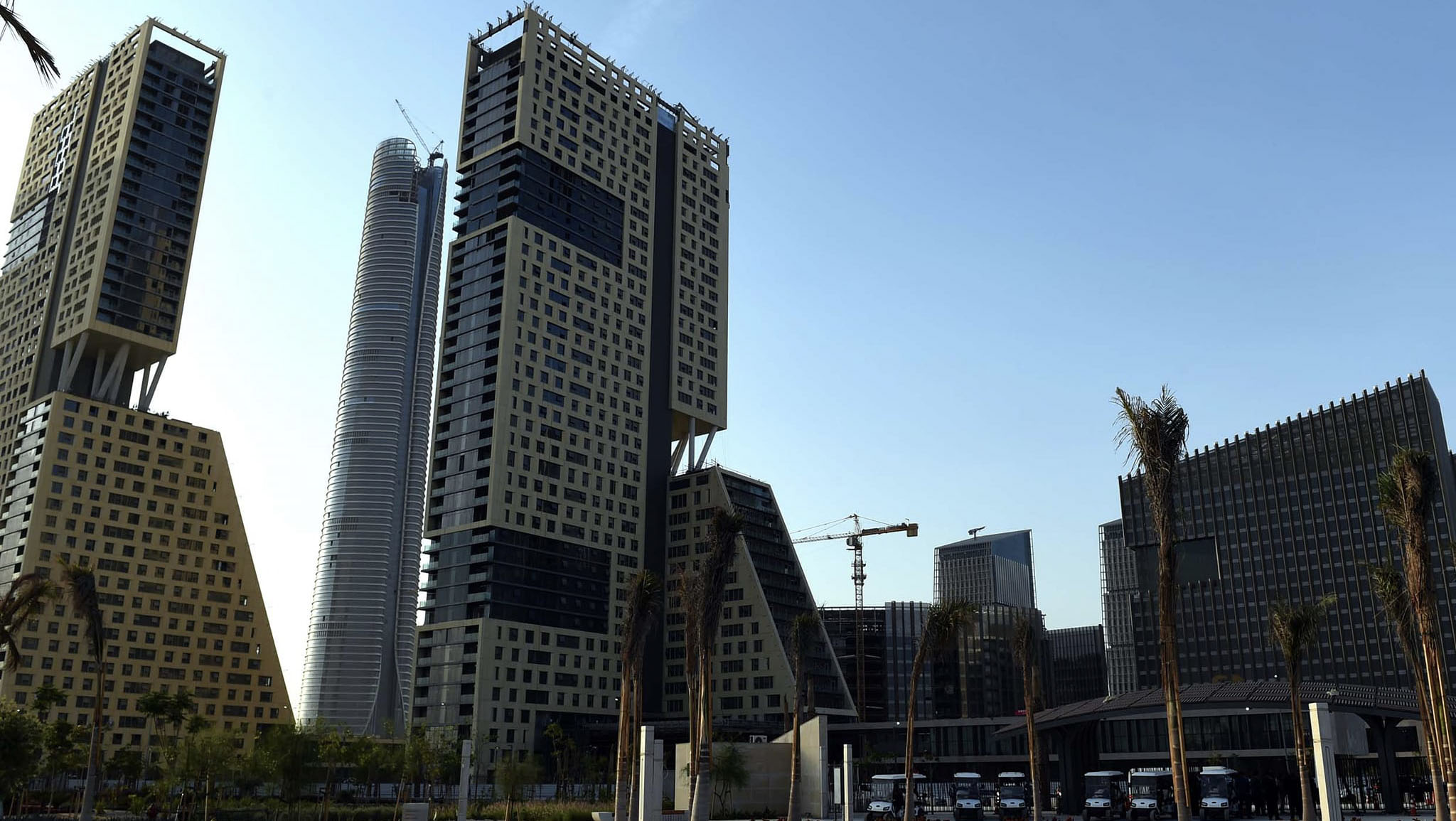
Geschäftsdistrikt